# 조엘 엠비드
조엘 한스 엠비드(영어·프랑스어: Joel Hans Embiid, 영어 발음: /dʒoʊˈɛl ɛmˈbiːd/, 1994년 3월 16일~)는 카메룬 태생 미국의 농구 선수이다. 포지션은 센터이며 현재 전미 농구 협회(NBA)의 필라델피아 세븐티식서스 소속으로 뛰고 있다. 조엘 엠비드는 현재 NBA를 대표하는 아프리카인 선수이자 필라델피아 세븐티식서스의 리빌딩 계획인 더 프로세스의 핵심 인물이다. 2022년에는 우수한 활약을 기반으로 샤킬 오닐 이후 최초의 NBA 득점왕이자 역사상 최초의 비미국인 득점왕으로 등극했다.
카메룬 태생인 엠비드는 2022년에 프랑스와 미국 국적을 취득했으며 2024년에 올림픽에 참가한 미국 국가대표팀의 일원으로 활동했다.

## 개인사
한편, 배구와 축구 선수로 활동했으나 뒷날 농구로 전향했다.